# مردم آفریقای جنوبی

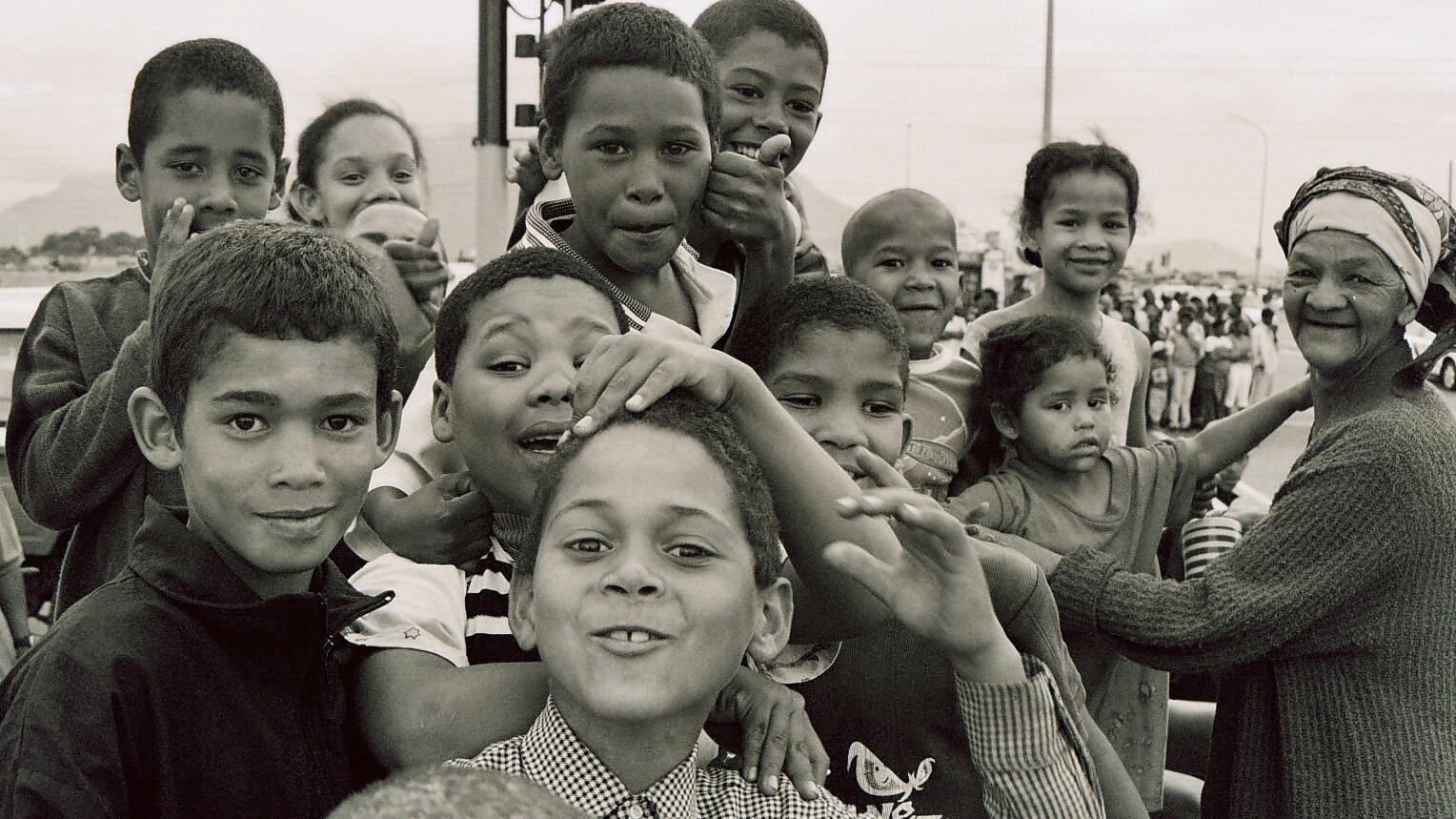
کودکان رنگین‌پوست در کیپ‌تاون

آفریقای جنوبی دارای جمعیتی بیش از ۴۷ میلیون باریشه‌ها، فرهنگها زبان‌ها و عقاید مختلف است سرشماری محاسبات آفریقای جنوبی در سال ۲۰۰۵ پنج رده نژادی را بدست داد که افراد می‌توانند با آن خود را طبقه‌بندی کنند؛ که آخرین رده‌بندی با عنوان مشخص نشده / دیگری پاسخ چندانی در برنداشت و نتایج آن رده‌بندی حذف شدند.
نتایج برای دیگر طبقه‌بندی‌ها شامل ۷۹/۴ درصد سیاه‌پوست و ۹/۳ درصد سفید پوست و۸/۸ درصد رنگین پوست و آسیایی‌های آفریقای جنوبی / هندی یا آسیایی با ۲/۵ درصد بود این کشور رشد جمعیت سالانه ۰/۰۴ درصد دارد.

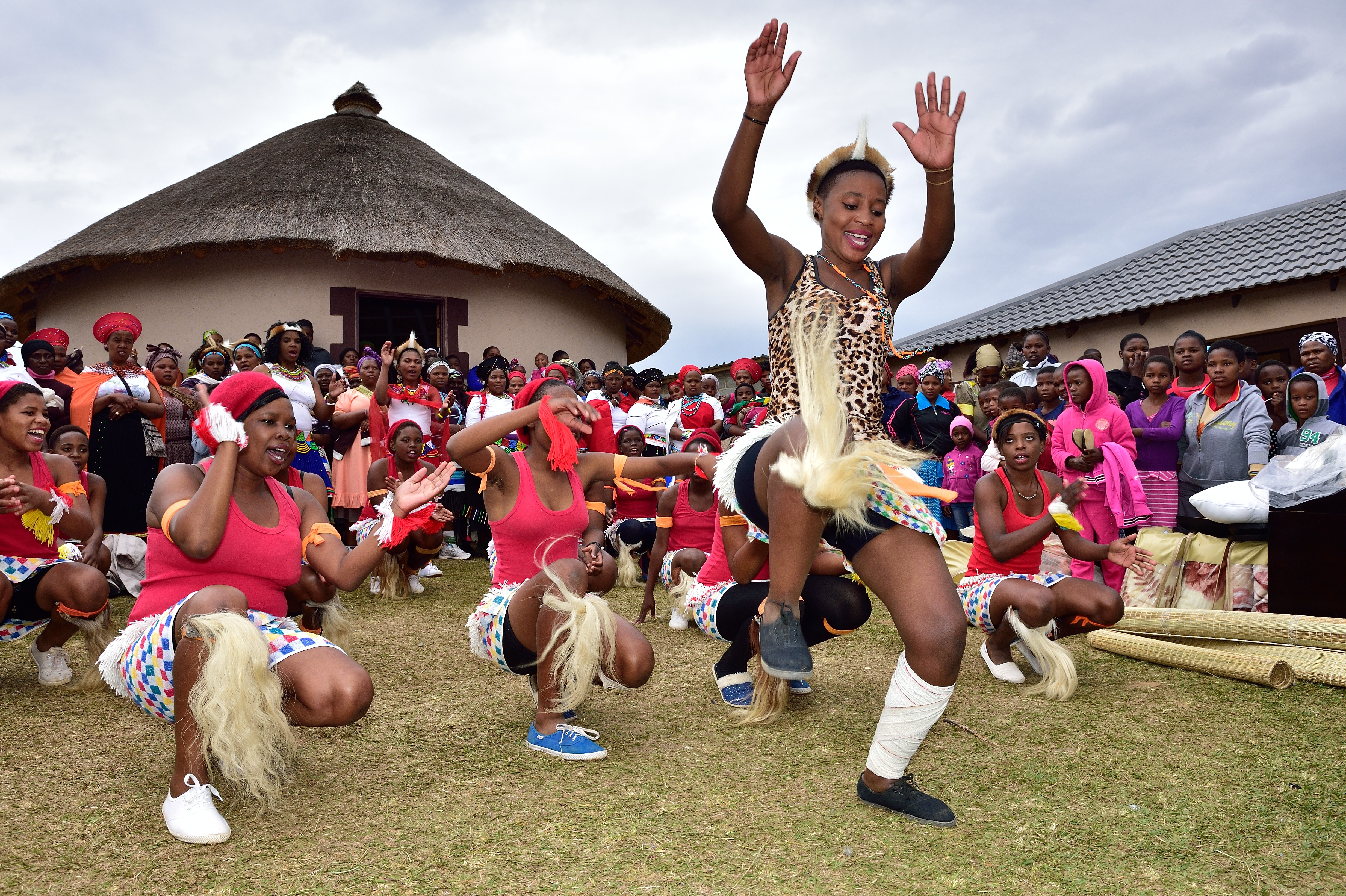
رقص محلی میان مردم زولو

به مراتب اکثر جمعیت سیاهپوستان یا آفریقایی‌ها هستند ولی آن‌ها نیز از لحاظ زبانی یا فرهنگی همگن نیستند. گروه‌های قومی اصلی شامل زولو، خوسا، باسوتو سوتوجنوبی، باپلای، سوتوشمالی، مردم وندا، تسوانا، تسونگا، سوازی و مردن ندبل می‌شود بعضی از آن‌ها بمانند زولو، شوسا، باپدی و گروه‌های وندا فقط به آفریقای جنوبی تعلق دارند دیگر گروه‌ها در طول مرزهایشان با همسایگان آفریقای جنوبی پخش شده‌اند. گروه باسوتو همچنین گروه قومی اصلی در لسوتو است گروه قومی تسوانا اکثریت جمعیت بوتسوانا را تشکیل می‌دهد. گروه قومی سوازی گروه قومی اصلی در سوازیلند است مردم ندبل در متابللند در زیمبابوه نیز یافت می‌شوند که در آنجا به‌عنوان مردم ندبل زیمبابوه شناخته می‌شوند. این مردم ندبل در واقع مردم زولو هستند چون زبان آن‌ها زولواست و آن‌ها از نوادگان جنگجو امزیلیکاری هستند که از تعقیب و گریز درشاکا جان سالم به دربرد تا در آن نقطه از جهان به زندگی بپردازد. گروه قومی شانگان / تسونگا نیز در موزامبیک جنوبی یافت می‌شود که درآنجا به‌عنوان شانگانیها شناخته می‌شوند. جمعیت سفید پوست عمدتاً از مهاجران مستعمره‌ای ریشه دارند. هلند، آلمان، هوگونات، فرانسه، و بریتانیای کبیر از لحاظ زبانی و فرهنگی آن‌ها به آفریکانسی‌ها که آفریکانسی صحبت می‌کنند و گروه‌های انگلیسی زبان تقسیم می‌شوند که بسیاری از آن‌ها از مهاجران ریشه دارند. ببینید آنگلوآفریکانسی‌ها بسیاری از جوامع کوچک در حال مهاجرت در قرن اخیر به استفاده از زبان‌های دیگر ادامه می‌دهند. جمعیت سفید پوست به دلیل میزان کم زاد و ولد و مهاجرت در حال کاهش است عاملی که منجر به تصمیم‌گیری برای مهاجرت می‌شود بعضی‌ها از میزان بالای جنابت و سیاست‌های تبعیض مثبت دولت به‌عنوان عوامل این کاهش یاد می‌کنند. اصطلاح رنگین پوست هنوز در مورد افراد بانژادهای مختلط که از برده‌های آفریقای مرکزی وشرقی به دنیا آمده‌اند خویسانهای اصیل که در کیپ گودهپ زندگی می‌کردند سیاه‌های آفریقای اصیل سفید پوستان (اغلب آفریکانسی‌های هلندی و مقیمان بریتانیایی و ترکیب جوانیز مردم مالای هندیها مالاگاسی و دیگر اروپایی‌ها بمانند اروپاییها و افرادی با خون آسیاسی (مثل برمرایها) بکار می‌رود. اغلب آن‌ها به زبان آفریکاسی صحبت می‌کنند. خویان اصطلاحی برای توصیف ۲گروه مجزا است؛ که از لحاظ فیزیکی دارای پوستی سفید ودارای قد و قامت کوتاه بودند. خوی خوی‌ها که توسط اروپایی‌ها هتنستوس نامیده می‌شدند روستایی بودند و در واقع از میان برده شدند.
سان‌ها که از سوی اروپایی‌ها بوش من نامیده می‌شدند شکارچی بودند. در میان جامعه رنگین پوستان می‌توان تعدادی از مهاجران اخیر را دید – رنگین پوستانی از رودزیا قدیم (اکنون با نام زیمبابوه و نامیبیا به‌علاوه مهاجرانی با ریشه مختلط از هند و برمه آنگلو – هندیها / آنگلو- برمه‌ای‌ها که با استقلال برمه و هند ازشان با آغوش باز استقبال شد قسمت عمده جمعیت آسیاییها در آفریقای جنوبی اصالتاً هندی هستند که بسیاری از آن‌ها از کارگران قرار دادی آورده شده از قرن ۱۹ برای کار در مزارع شکر هستند که این مزارع در منطقه ساحلی شرقی قرار داشتند که بعدها به نام کوازولوناتل شناخته شد. همچنین گروهی مهم از چینی‌های در آفریقای جنوبی وجود دارند (تقریباً صد هزار نفر).

## اچ آی وی و ایدز
بمانند بسیاری از کشورهای آفریقایی گسترش ایدز مشکلی جدی در آفریقای جنوبی است.
ارتباط بین اچ آی وی که ابتدائاً از طریق تماس جنسی انتقال می‌یابد و ایدز از سوی رئیس‌جمهور و وزیر بهداشت رد شده‌است. آن‌ها اصرار دارند که بسیاری از تلفات جانی در کشورشان به دلیل سوء تغذیه و در نتیجه فقر است و نه اچی آی وی
ایدز عمدتاً برکسانی که از لحاظ جنسی فعال هستند اثر می‌گذارد که نشان می‌دهد جمعیت‌شناسی کشور به آهستگی در حال تغییر است. اکثر مرگها مربوط به کسانی است که از لحاظ اقتصادی فعال هستند که منجر به این می‌شود که بسیاری از خانواده‌ها نان‌آور خود را از دست دهند. یتیمان ایدزی نتیجه این بیماری است که در بسیاری از موارد به مراقبت و حمایت مالی دولت وابسته‌اند.
بر اساس تخمین‌ها ۱۱۰۰۰۰۰ هزار یتیم در آفریقای جنوبی وجود دارد. سالمندان که معمولاً از سوی اعضای جوان خانواده‌ها حمایت می‌شوند نیز بیش از پیش به حمایت‌های مالی و دولتی وابسته می‌شوند.

## جرم و جنایت
جرم و جنایت یکی از مسایل دامنگیر آفریقای جنوبی است طبق مطالعات سازمان ملل در سال‌های ۱۹۹۸ تا ۲۰۰۰ آفریقای جنوبی مقام دوم قتل ضرب و شتم را در جهان دارا است.
در میان ۶۰ کشور بررسی شده در این تحقیق آفریقای جنوبی همین سرانه جرم و جنایت رادارا است. جرم و جنایت تأثیر زیادی بر جامعه داشته‌است. بسیاری از افراد ثروتمند به [ جوامع محدود و بسته سفر کرده‌اند و امنیت حاشیه شهر را به بی امنی مرکز شهر ترجیح داده‌اند. 
این روند در شهر ژوهانسبورگ نمایان تر است بسیاری از افرادی که از آفریقای جنوبی مهاجرت می‌کنند و جرم و جنایت در این کشور را از دلایل اصلی مهاجرت خود عنوان می‌کنند. جنایت علیه کشاورزان یکی از مسایل اصلی این کشور به‌شمار می‌آید.

## نگارخانه

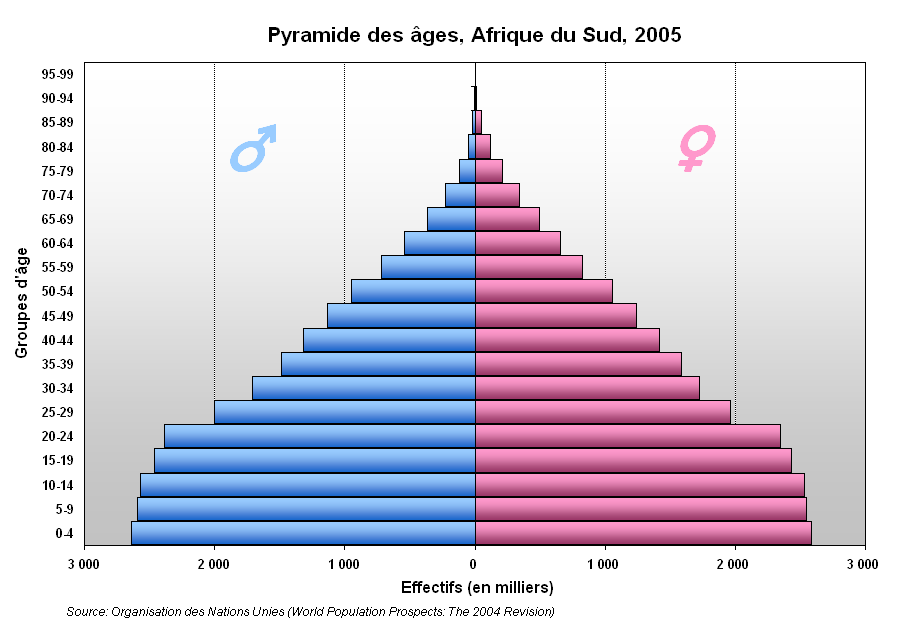
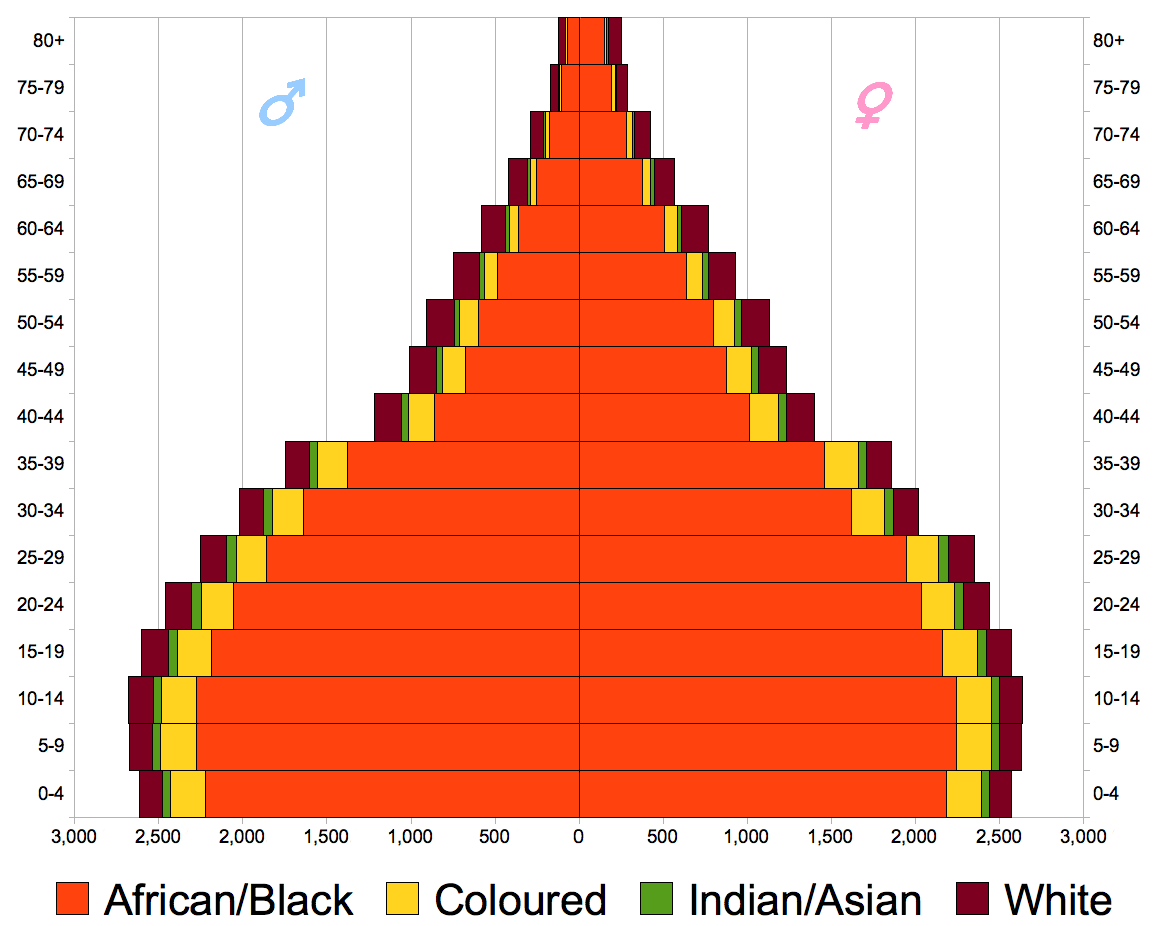